# Paracyathus porphyreus
Espèce
Paracyathus porphyreus est une espèce de coraux appartenant à la famille des Caryophylliidae.